# Овьедо, Франсиско
Франсиско Арсидио Овьедо Бритес (исп. Francisco Arcidio Oviedo Brítez; род. 4 июня 1942, Каасапа) — парагвайский политический и государственный деятель, вице-президент (2007—2008).

## Биография
Родился 4 июня 1942 года в городе Каасапа, департамент Каасапа, Парагвай. После получения степени в области экономики вступил в парагвайскую партию Колорадо.
Активную политическую карьеру Овьедо начал в 1990-х годах, а уже в октябре 2000 года возглавил министерство экономики. В феврале 2002 года он был назначен министром внутренних дел Парагвая, а на выборах 2003 года был избран в Сенат. Вскоре после этого он был избран на внеочередных выборах преемником Луиса Кастильони на посту вице-президента страны. Он занимал этот пост до окончания президентского срока Никанора Дуарте Фрутоса.
В июне 2003 года Никанор Дуарте Фрутос дострочно подал в отставку с поста президента Парагвая, после чего Овьедо должен был занять освободившееся президентское кресло. Однако, Конгресс не одобрил отставку президента.